# За чертой (роман)
«За чертой» (англ. The Crossing, принятый русский перевод, а буквально «Переправа», «Переход») — роман американского писателя Кормака Маккарти, опубликованный в 1994 году издательством «Альфред Кнопф». Книга является второй частью «Пограничной трилогии», следующей за отмеченным наградами романом «Все красивые кони» (1992) и предшествующей роману «Содом и Гоморра. Города окрестности сей», причём протагонисты двух первых романов в третьем работают вместе на ранчо в южном Нью-Мексико.

## Введение
Книга начинается с описания жизни главного героя, Билли Пархэма, и его брата Бойда, живущих со своей семьей в южном Нью-Мексико в начале XX века. «За чертой» — это роман воспитания, и на протяжении всей книги физические, культурные и социальные границы играют важную роль в повествовании. История рассказывает о трёх путешествиях из Нью-Мексико в Мексику, и на протяжении всего повествования и пересечений границ Билли прослеживается мысль о том, что пересечение границ является катализатором дурных предзнаменований.

## Сюжет
Первое путешествие описывает серию охотничьих экспедиций, проводимых Билли, его отцом и, в меньшей степени, его братом Бойдом. Они пытаются найти и поймать беременную волчицу, которая охотится на скот возле их фермы. Когда Билли наконец ловит животное, он, вместо того чтобы убить её, решает вернуть в горы Мексики, где, как он полагает, находится её родной дом. Он развивает глубокую привязанность к волчице, рискуя своей жизнью, чтобы спасти её не один раз.
Во время второго пересечения границы Билли и Бойд отправляются на поиски лошадей, украденных с их семейной фермы. Их отношения напряжены, поскольку Бойд проявляет более упрямый характер, чем его брат, что мешает попыткам Билли защитить его. В итоге Бойд получает пулевое ранение в грудь во время стычки. После того как его выхаживают, он исчезает с молодой девушкой.
Третье пересечение границы показывает Билли в одиночестве, пытающегося узнать о местонахождении брата. Он узнает, что Бойд был убит в перестрелке, и отправляется найти останки мертвого брата, чтобы вернуть их в Нью-Мексико. После того как Билли находит могилу Бойда и эксгумирует тело, на него нападает группа людей, которые оскверняют останки Бойда и наносят смертельную рану его лошади. Билли с помощью цыган выхаживает лошадь до состояния, когда на ней можно ездить.
Последняя сцена показывает одинокого и опустошенного Билли, который встречает ужасно избитую собаку, приближающуюся к нему за помощью. В отличие от его юношеской попытки спасти волчицу, он сердито прогоняет собаку. Позже его захлестывает чувство раскаяния: он идет за собакой, зовет её вернуться — но она уже ушла. Он разражается слезами. Переводчик на русский Владимир Бошняк указывает, что Билли просыпается ночью от свечения первого в истории ядерного взрыва в Нью-Мексико, затем темнеет и только потом появляется «настоящее, созданное Богом солнце и взошло опять для всех без исключения».

## Критика
The New York Times дал восторженный отзыв, сравнивая с прозой Фолкнера, Хэмингуэя, Марка Твена, Джойса и даже Шекспира. Это же издание включило «Пограничную трилогию» в число лучших книг за 25 лет на восьмом месте, первое получил «Кровавый меридиан» того же автора.
Критики расходятся во мнениях относительно более глубокого значения встреч Билли с волчицей. Уоллис Санборн утверждает, что «хотя миссия Пархэма по возвращению пойманной волчицы в Мексику благородна, она абсолютно ошибочна... [это] не более чем насильственный контроль человека над диким животным под видом псевдоблагородства». Рэймонд Малевиц утверждает, что «литературное агентство» волчицы становится видимым, когда способ мышления Билли о волчице конфликтует с тем, как рассказчик описывает существо.